# Sjeverni tai jezici
Sjeverni tai jezici, ogranak tai jezika iz iz Kine, Tajlanda i Laosa. Nekada su se u nju ubrajala 4 jezika od kojih je jedan kasnije, sjeverni žuan, podijeljen na 10 različitih zhuang jezika. danas obuhvaća (13) predstavnika, to su: 
- bouyei jezik [pcc], 2.600.000 u Kini (2000 popis); 49,100 u Vijetnamu (1999 popis).
- tai mène [tmp] (Laos), 7.200 (1995 popis).
- yoy [yoy], 5,000 u Tajlandu (1990 A. Diller); 1.000 u Laosu (1995 popis).
- centralni hongshuihe zhuang [zch] (Kina), 1.080.000 (2007).
- istočni hongshuihe Zhuang [zeh] (Kina), 1.200.000 (2007).
- guibei zhuang [zgb] (Kina), 1.500.000 (2007).
- guibian zhuang [zgn] (Kina),	1.000.000 (2007).
- lianshan zhuang [zln] (Kina), 33.000 (2007).
- liujiang zhuang [zlj] (Kina), 1.560.000 (2007).
- liuqian zhuang [zlq] (Kina), 370.000 (2007).
- qiubei zhuang [zqe] (Kina), 200.000 (2007).
- yongbei zhuang [zyb] (Kina), 	1.980.000 (2007).
- youjiang zhuang [zyj] (Kina), 870.000 (2007).

## Vanjske poveznice
- Ethnologue (14th)